# جوناثان زيبينا
جوناثان زيبينا (بالفرنسية: Jonathan Zebina) لاعب كرة قدم فرنسي لعب لنادي كان الفرنسي مواسم 1996-1998 ثم انتقل إلى الكالشيو الإيطالي ولعب لأندية كالياري مواسم 1998-2000 وروما 2000-2004 ونادي يوفنتوس مواسم 2004-2010 ثم أخيراً وقع مع نادي بريشيا عقداً يمتد إلى موسمين ثم انتقل إلى نادي بريست الفرنسي بعقد لمدّة عام واحد يذكر ان اللاعب يلعب في مركز قلب الدفاع كما يجيد اللعب في مركز الظهير الأيمن.
اللاعب الفرنسي استدعى إلى المنتخب الفرنسي لمره واحده وكان المرة الوحيدة الذي مثل فيها زبينا فرنسا.

## روابط خارجية
- جوناثان زيبينا على موقع إي إس بي إن إف سي (الإنجليزية)
- جوناثان زيبينا على موقع قاعدة بيانات كرة القدم.إي يو (الإنجليزية)
- جوناثان زيبينا على موقع ليكيب (الفرنسية)
- جوناثان زيبينا على موقع ناشيونال فوتبول تيمز (الإنجليزية)
- جوناثان زيبينا على موقع Soccerway.com (الإنجليزية)
- جوناثان زيبينا على موقع عالم كرة القدم.نت (الإنجليزية)
- جوناثان زيبينا على موقع كووورة
- جوناثان زيبينا على موقع AS.com (الإسبانية)